# 盧普盧灣
71°23′S 61°10′W / 71.383°S 61.167°W
盧普盧灣（英語：Lamplugh Inlet），是南極洲的海灣，位於帕爾默地東岸，長13公里，處於希利角和霍華德角之間，由美國探險隊發現，現時由南極條約體系管理。